# Rollback (romanzo)
Rollback è un romanzo di fantascienza del 2007 di Robert J. Sawyer.
È stato pubblicato in Italia da Urania nel 2010.

## Trama
Nel 2010 giunge sulla Terra il primo radiosegnale intelligibile dallo spazio. Sarah Halifax, una ricercatrice del progetto SETI lo decifra, e rimanda la risposta agli abitanti di Sigma Draconis. Adesso, dopo 38 anni è arrivato un nuovo messaggio. Ma Sarah ha ormai 80 anni, e anche se riuscisse a interpretare il nuovo messaggio, per decifrare il quale bisogna trovare una nuova chiave di decrittazione, probabilmente non vivrebbe abbastanza per ricevere risposta. Il miliardario Cody MvGavin decide così di finanziare il ringiovanimento di Sarah attraverso un costosissimo procedimento chiamato rollback. Ma Sarah non accetterà a meno che non venga ringiovanito anche il marito Don. I risultati dell'operazione di rollback saranno però del tutto imprevisti.

## Edizioni
- Robert J. Sawyer, Rollback, n.1563, Urania, 2010.